# Enriqueta Medellín

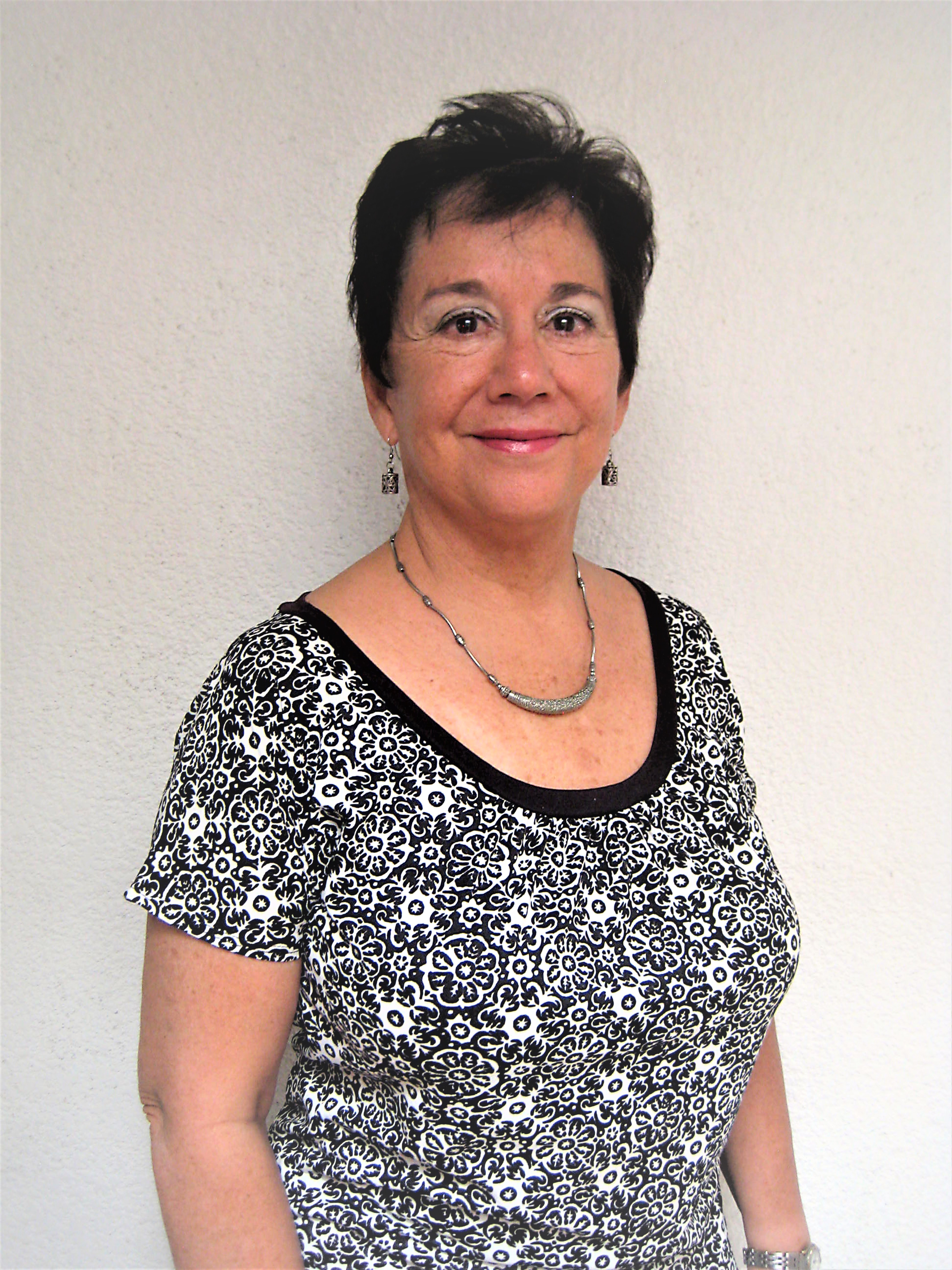
Queta, el día que recibió el Premio al Mérito Ecológico.

María Enriqueta Medellín Legorreta (Ciudad de México, 10 de diciembre de 1948 - Aguascalientes, 6 de enero de 2022), conocida como Enriqueta Medellín  o simplemente Queta, fue una médica, educadora ambiental, activista y líder ambientalista mexicana, reconocida como una tenaz luchadora social en pro del medio ambiente en aspectos como la protección de áreas naturales, el saneamiento ambiental y el manejo responsable de residuos, así como la educación ambiental. Ganadora del Premio al Mérito Ecológico en 2012, máxima distinción ambiental en su país.

## Biografía

### Antecedentes
Única mujer entre cinco hermanos, Enriqueta Medellín nació en una familia con fuerte vocación activa en los campos de los derechos humanos, la conservación del medio ambiente y la justicia social. Su abuelo materno, Juan de Dios Legorreta García, fue motivador e impulsor de la superación personal y su madre, Enriqueta Legorreta López, sobresalió como cantante de ópera, luchadora social y pionera del ambientalismo en México.

### Formación
Se graduó en 1974 de la licenciatura de médico cirujano en la Universidad Nacional Autónoma de México (UNAM) e hizo estudios de postgrado en genética humana clínica en el Hospital General de México. Obtuvo la especialidad en educación ambiental de la Universidad Autónoma de Aguascalientes, con mención honorífica, en el año 2000.[cita requerida]

### Trayectoria
El sismo de septiembre de 1985 en la Ciudad de México fue el detonador que hizo que Queta y su familia decidieran trasladarse a radicar en la ciudad de Aguascalientes, capital del estado del mismo nombre en 1987, junto con sus padres. Ante los graves problemas ambientales que percibieron, ella y su madre fundaron la asociación civil Conciencia Ecológica de Aguascalientes (1992), cuyo lema fue La indiferencia también contamina. Entre sus logros destacan la instalación y operación ininterrumpida del primer centro de acopio de residuos sólidos domésticos (1994), instalado con apoyo del II Fondo de Coinversión de Sedesol, con la campaña Un cuaderno para tu cuaderno (1999), recuperando los cuadernos al fin del ciclo escolar y rearmando, con las hojas no utilizadas, nuevos cuadernos y distribuyéndolos en comunidades apartadas. La campaña siguió por varios años. Múltiples labores más en asuntos de remediación de sitios contaminados (ferrocarriles), concientización sobre el uso de los recursos hídricos, reforestación, protección y manejo adecuado de la flora y fauna, desarrollo sustentable, cambio de patrones de consumo; además de colaborar en programas de educación ambiental: talleres y pláticas, promoviendo la participación de la ciudadanía y las autoridades en estos asuntos e incorporando la voz ciudadana en la elaboración de políticas públicas, dejando con ello su visión plasmada en las siguientes palabras:
Las heridas que hemos infligido a nuestro planeta pueden ser curadas, y La Tierra, nuestra casa, puede seguir proveyéndonos de cuanto necesitamos hoy y siempre. Pero si queremos que sea así, deberemos empezar los cambios juntos. De no asumir íntegramente y desde ahora la parte de responsabilidad que nos corresponde en el deterioro ambiental no podremos hacerlo nunca. “La indiferencia también contamina”

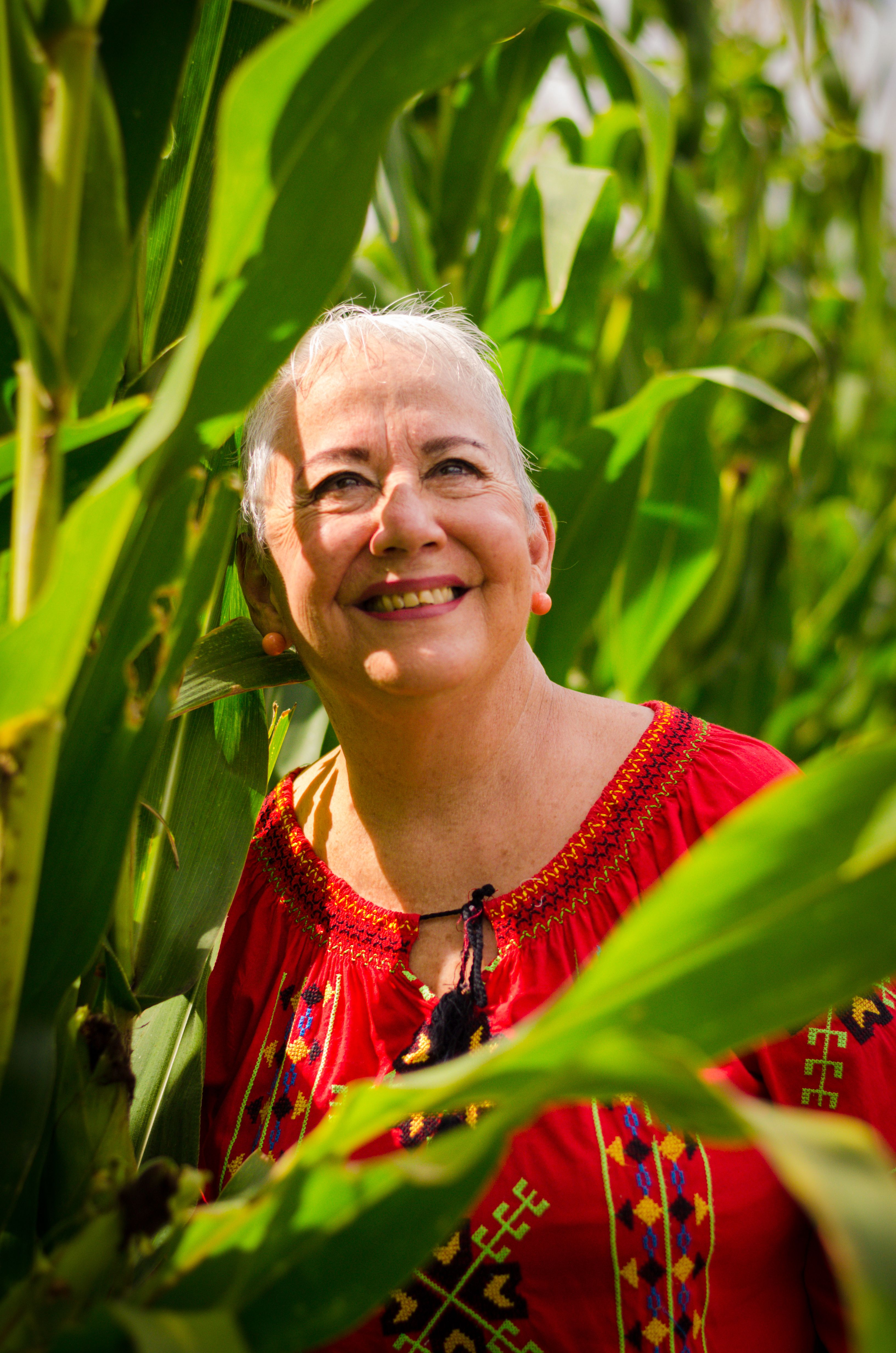
Queta, en su ambiente.

Todo ello tuvo como fundamento la filosofía de la Carta de la Tierra. Participó activamente en campañas, proyectos, legislaciones, asesoría, educación y de conservación, todos en el terreno ambientalista, en múltiples foros nacionales e internacionales.

## Reconocimientos y premios
- 1996: Conciencia Ecológica de Aguascalientes, A.C. por participación en programas de forestación y reforestación del Estado. Gobierno del Estado de Aguascalientes.
- 1997:  Ciudadano Ejemplar. Club Rotarac San Marcos. Aguascalientes.
- 2005: Premio Aguascalientes 2005.  Fundación Olivares Santana, en Aguascalientes.
- 2011: Premio de Alfabetización UNESCO, otorgado a su obra Por un mejor ambiente.[12] Libro del adulto. Instituto Nacional para la Educación de los Adultos (INEA) de 2003.
- 2012: Premio al Mérito Ecológico. México, SEMARNAT, categoría individual[13]
- 2021: Premio Aguascalientes Aqua Clara, Aguascalientes, México[14]

### Reconocimiento póstumo
2022 Declaratoria en la que se establece el área de conservación social Centro Ecológico Queta Medellín Legorreta, sito en el municipio de Aguascalientes.
Como un refrendo a la sociedad aguascalentense y el medio ambiente, este centro ubicado en Agostaderito se convertirá en un espacio para divulgar la conciencia ambientalista que Enriqueta Medellín ha promovido a lo largo de 22 años, consolidándose como una destacable defensora de la biodiversidad y sentando bases ambientalistas en la entidad y el país, señaló el gobernador del estado Martín Orozco Sandoval.

2022 El Municipio de Aguascalientes a través del Consejo de la Ciudad, establece y emite la convocatoria al Premio Enriqueta Medellín a las Asociaciones Civiles 2022. Este premio tiene como objetivo reconocer la labor de las organizaciones de la sociedad civil del municipio de Aguascalientes como instituciones modelos de humanismo, valores y trabajo honorífico. Contará con las categorías de: Medio ambiente, Artes, Mujeres, Desarrollo económico, Salud, Inclusión y Juventud. En una categoría especial se incluye a la Trayectoria de vida.
2022 El H. Ayuntamiento de Aguascalientes y el Consejo de la Ciudad otorgan, el día 22 de septiembre, un reconocimiento post mortem a la doctora Enriqueta Medellín Legorreta, quien se distinguió por su lucha constante por el medio ambiente y que deja un legado a las futuras generaciones.

## Publicaciones
- 1998 Por una educación ambiental activa. En: González Gaudiano E. y Guillén Fedro Carlos. (Coordinadores) ¿Profesionalizar la Educación Ambiental? Universidad de Guadalajara. Semarnap y Fondo Nacional de las Naciones Unidas para la Infancia Unicef. México, pp. 213-218. ISBN 9688957992
- 1998 Antecedentes y La Educación Ambiental en Aguascalientes. Encuentro. Educación Ambiental Región II. Universidad de Guadalajara, Cucba y Semarnap. México, pp. 9-23.
- 2000 Consejo Consultivo para el Desarrollo Sustentable. Libro Blanco de la Región II.  La experiencia de la Participación Social en el Desarrollo Sustentable de la Región Centro Occidente. Miembro del Comité Editorial. SEMARNAP y PNUD. México.
- 2002 La participación social ante el cambio climático. Caso México (coautora). Consejo Consultivo Nacional para el Desarrollo Sustentable, SEMARMAT, Global Enviromental Facility, PNMD. 2002.
- 2002 Manual de Participación Ciudadana para la Educación Ambiental. (coautora) INEPJA - Gobierno del Distrito Federal.
- 2002 Folletos de Carta de la Tierra para niños de preescolar y primaria. Centro para la Educación en el Desarrollo Sustentable de la Carta de la Tierra en UPEACE, Costa Rica.

- 2003 Módulo Regional Vida en Reclusión. Modelo de Educación para la Vida y el Trabajo. Coordinadora del Paquete Didáctico. Primaria y Secundaria. INEPJA. Gobierno del Estado de Aguascalientes. México

https://www.gob.mx/inea/prensa/consolida-inea-inepja-oferta-educativa-en-los-ceresos
- 2003 María Enriqueta Medellín Legorreta. Por un mejor ambiente. Libro del adulto. Instituto Nacional para la Educación de los Adultos, (INEA).
- ISBN Obra completa, Modelo Educación para la Vida y el Trabajo: 970-23-0274-9
- ISBN Por un mejor ambiente. Libro del Adulto: 970-23-0499-7 Impreso en México.http://www.cursosinea.conevyt.org.mx/descargables/mevyt_pdfs/por_mejor_ambiente/1_puma_libro.pdf
- 2004 Revisora y correctora de los módulos: Aprendiendo a vivir los valores, Educar para el amor, La participación de los padres en la educación de los hijos, que integran los materiales de trabajo del Taller de integración comunitaria. Consejo Nacional para la Vida y el Trabajo (Coned)
- 2005 Coautora y coordinadora de la versión infantil para México de la Carta de la Tierra. Semarnat, Secretariado Internacional y Nacional de la Carta de la Tierra. México.

- 2007 Coautora y coordinadora de los Libros complementarios de Carta de la Tierra para preescolar y primaria. México.
- 2008. Enriqueta Medellín, Gina Ventura y Betty McDermott. Folletos de la Carta de la Tierra para niños de preescolar y primaria. En Experiencias educativas con la Carta de la Tierra. México, Secretaría del Medio Ambiente y Recursos Naturales (Semarnat), pp. 65-71. ISBN 978-9977-925-54-7 https://biblioteca.semarnat.gob.mx/janium/Documentos/Cecadesu/Libros/Experiencias%20Educativas.pdf
- 2009 Enriqueta Medellín. Manual para la gestión ambiental escolar. Universidad Autónoma de Aguascalientes (UAA), SEMARNAT, México.

- Manual para la Gestión Ambiental Escolar ISBN 978-970-728-114-1
- Residuos sólidos ISBN 978-970-728-118-9
- Energía ISBN 978-970-728-117-2
- Áreas verdes y Biodiversidad ISBN 978-970-728-116-5
- Agua ISBN 978-970-728-115-8
- Modelo de Gestión Ambiental Escolar ISBN 978-970-728-113-4. https://editorial.uaa.mx/docs/catalogo_editorial_uaa.pdf
- 2013 Enriqueta Medellín Legorreta, Néstor Duch Gary, Juan Francisco Duch Brown, María del Socorro Ponce Medina, Gustavo Martínez Velasco y Paola Ortiz Gallardo. Cap. 3.3 Medio Ambiente Construido. En Perspectivas del ambiente y cambio climático en el medio urbano: ECCO Ciudad de Aguascalientes. México.
- H. Ayuntamiento de Aguascalientes/Secretaría de Medio Ambiente y Desarrollo Sustentable (SEMADESU) México pp. 177-205. http://www.pnuma.org/deat1/pdf/2013%20-%20ECCO%20Aguascalientes,%20Mexico.pdf